# 默里鎮區 (明尼蘇達州莫雷縣)
默里鎮區（英語：Murray Township）是位於美國明尼蘇達州莫雷縣的一個行政鎮區，於1872年設立。

## 地方資料
默里鎮區的面積為91.88平方千米，當中陸地面積為89.60平方千米，而水域面積為2.28平方千米。根據2020年美國人口普查的數據，當地共有人口163人，而人口密度為每平方千米1.77人。